# Pokrivtsák Mónika
Pokrivtsák Mónika (Budapest, 1974. április 12. –) magyar légiutas-kísérő, egykori színésznő és televíziós műsorvezető.

## Élete
Az ELTE Radnóti Miklós Gyakorló Gimnáziumban érettségizett, majd 1994-ben felvették a Janus Pannonius Tudományegyetem Bölcsészettudományi Karára. Az ESAB magyarországi tagiskola marketing szakán diplomázott 1997-ben. Kezdetben a Malévnál dolgozott, majd 1997-ben az RTL Klubhoz jelentkezett asszisztensnek és műsorvezetőnek. A Meri vagy nem meri, a Mire gondolok?, a Joker, a Teleparti, a Találkozások és a Játékzóna című adásokban szerepelt. 1999-ben a Sztár FM Rádióban is vezetett műsort.
Később az Egyesült Államokba költözött. Floridában él, ahol férjével kávézókat és éttermeket üzemeltetnek.
Jelenleg légi utaskisérő az American Airlines-
nál.

## Színházi szerepei
A Színházi adattárban regisztrált bemutatóinak száma: 4.
| Darab                                           | Szerep                                  | Színház             | Bemutató           | Forrás |
| ----------------------------------------------- | --------------------------------------- | ------------------- | ------------------ | ------ |
| A választás komédiája avagy napjaink görbetükre | Úrnő                                    | Ruttkai Éva Színház | 2005. november 17. | [ 3 ]  |
| Charley nénje                                   | Ella Delahay                            | Ruttkai Éva Színház | 2003. október 8.   | [ 4 ]  |
| Nyolc nő                                        | Susanne                                 | Ruttkai Éva Színház | 2004. március 8.   | [ 5 ]  |
| Szerelmesnek áll a... világ!                    | Caterina Di Baronci, Rinaldo szerelmese | Ruttkai Éva Színház | 2004. január 6.    | [ 6 ]  |